# Акуля (селище)
Акуля (рос. Акуля) — селище, підпорядковане місту Киштим Челябінської області Російської Федерації. До 1980-х тут знаходилася ракетна частина і казарми, але потім їх розформували і селище було розсекречено. У 2011 році воно стало частиною Киштимского міського округу.